# Ménage à trois (pel·lícula)
Ménage à trois (títol original: Better Late Than Never) és una pel·lícula britànica dirigida per Bryan Forbes, estrenada l'any 1983. Ha estat doblada al català.

## Argument
Dos homes són els avis potencials d'una rica hereva, però l'herència només anirà a qui escollirà la nena.

## Repartiment
- David Niven: Nick Cartland
- Art Carney: Charley Dunbar
- Maggie Smith: Mlle Anderson
- Catherine Hicks: Sable
- Lionel Jeffries: Bertie Hargreaves
- Melissa Prophet: Marlene
- Kimberley Partridge: Bridget
- George Hilsdon: el majordom
- Claude Coppola: Louis
- Marie Marczack: la cangur